# Cincovillas
Cincovillas är en kommun i Spanien.   Den ligger i provinsen Provincia de Guadalajara och regionen Kastilien-La Mancha, i den centrala delen av landet, 110 km nordost om huvudstaden Madrid. Arean är 16,0 kvadratkilometer. Cincovillas gränsar till Alcolea de las Peñas.
Terrängen i Cincovillas är lite kuperad.